# Cristophe Gbenye
Christophe Gbenye (1927-3 de febrero de 2015) fue un político congoleño que se desempeñó como Jefe del Gobierno Provisorio de la República Popular del Congo, país creado el 7 de septiembre de 1964, con capital en Stanleyville. En noviembre de 1964, las autoridades de la República Popular del Congo se establecieron en el exilio, en Dar es Salaam (Tanzania), desapareciendo definitivamente en diciembre de 1965.

## Biografía
A principios de la década de 1960 Christophe Gbenye formaba parte del grupo que apoyaba a Patrice Lumumba, el primer primer ministro de la República Democrática del Congo, luego de obtenida la independencia.
Luego del golpe de Estado que derrocó a Lumumba en 1960 y su asesinato el 17 de enero de 1961, con participación de la CIA, Gbenye, junto a Gastón Soumaliot y otros lumumbistas comenzaron a organizar un movimiento de resistencia con centro en Stanleyville.
El 22 de febrero de 1964 se produjo la rebelión 
Tras la rebelión del Kwilu, a inicios de 1964, los lumumbistas (marxistas) Gastón Soumaliot y Christopher Gbenye, entraron en acción en la vecina provincia del Kivú. El jefe militar de la revuelta del Kivú, Soumaliot, recibe ayuda procedente de China y Cuba a través de Burundi. 
El 22 de febrero de 1964, al estallar la rebelión mulelista (encabezada por Pierre Mulele) en Kwilu, Gastón Soumaliot y Christopher Gbenye, al mando del Comité Nacional de Liberación, extendieron la rebelión a la provincia del Kivú para extenderse hacia el norte y ocupar gran parte del país. Sus tropas se denominan los «simbas» (leones).
El 5 de agosto de 1964 Gastón Soumaliot y Christopher Gbenye tomaron la importante ciudad de Stanleyville y 7 de septiembre de 1964 crearon la República Popular del Congo. Soumaliot y Gbenye se alternaban como jefes del gobierno provisorio.
En noviembre de 1964 Stanleyville fue recuperada en una impresionante operación con paracaidistas belgas mercenarios, apoyada por la OTAN. Gbenye y el resto del gobierno se trasladaron a la ciudad de Dar es Salaam (Tanzania) donde instalaron el gobierno en el exilio, mientras mantenían tropas guerrilleras en la zona este del país. En 1965, bajo su gobierno en el exilio, Cuba envió tropas de apoyo a la guerrilla del CNL conducidas por Ernesto Che Guevara.
Soumaliot y Gbenye reunieron a un grupo de líderes entre los que se encontraban dirigentes como Laurent-Désiré Kabila, Moisés Marandura y Gregoire Anisi, que entraría en arduas disputas con los otros sectores rebeldes.
En diciembre de 1965 la República Popular del Congo desapareció definitivamente.